# Hrásť

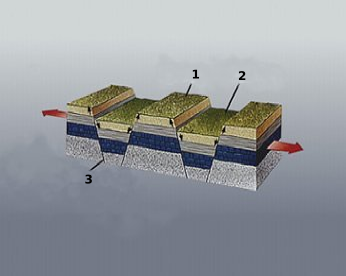
Vysvětlivky: 1 – hrásť, 2 – příkop, 3 – zlom

Hrásť (též hrást) je část zemské kry vystupující nad své okolí. Byla buďto vyzdvižena podél zlomů, nebo se nachází mezi dvěma pokleslými krami, tzv. příkopy. Je to tedy dílčí část kerných (zlomových) pohoří a vrásno-zlomových pohoří.
Ve většině jazyků je ekvivalentem českého termínu hrásť termín horst, což je původem německé slovo pro orlí hnízdo. Orlí hnízda mají v přeneseném významu stejně vyvýšenou polohu jako vyzdvižené zemské kry.
Hrástě vznikají nejčastěji při extenzi – roztahování zemské kůry. Vyvýšený blok je část kůry, která všeobecně zůstala v původní pozici nebo byla relativně vyzdvižena oproti vedlejším blokům, které poklesly.
Typickým příkladem hrástí jsou Vogézy a Schwarzwald, ale i slovenské pásmo jádrových pohoří, která jsou však zvláštním případem tzv. asymetrické hrástě (něm. Pultscholle).

## Vznik
Při extenzi kůry čistým střihem vzniká párový systém rovnocenných poklesů a tvoří se klasické symetrické příkopy střídající se s hrástěmi. Tento typ hrástí, které vzniknou relativním poklesem sousedních bloků se označuje i jako automorfní hrástě. Při čistém střihu však může dojít i k opačnému jevu, kdy elevace vznikají vysunutím bloků omezených přesmyky. Takové opačné hrástě jsou označovány jako xenomorfní hrástě. Na základě směru extenze je možno rozeznat i symetrické (extenze v obou směrech) a asymetrické hrástě (extenze měla jeden směr). Hrástě jsou typické pro alpinotypní tektoniku.

## Hrástě a vyhledávaní uhlovodíků
V mnoha riftových pánvích ve světě se většina nalezených uhlovodíků nachází v konvenčních tzv. strukturních pastech, které jsou geneticky svázány s hrástěmi. Například většina ropy nalezené v Sirtské pánvi v Libyi se nachází v hrásťových blocích jako je Zeltenská platforma, Dahraská platforma a menších hrástích jako je Gialská vyvýšenina a Bu-Attifelský hřbet.

## Příklady hrástí
- Vogézy
- Harz
- Schwarzwald
- Jura
- Trácko-makedonský masiv
- Český masiv – Lišovský práh, Prachatická hornatina, Klučovská hrásť, Miroslavská hrásť
- Ruwenzori